# Éliminatoires de la Coupe caribéenne des nations 2017
Navigation
Édition précédente
Les éliminatoires de la Coupe caribéenne des nations 2017 mettent aux prises 25 équipes nationales afin de qualifier quatre formations pour disputer la phase finale, en juin 2017, ainsi que la Gold Cup 2017. Des barrages sont ensuite organisés pour définir le 5e de la compétition qui a l'occasion d'être repêché pour disputer cette même Gold Cup.

## Format et tirage au sort
Parmi les 31 fédérations composant la CFU, seules 25 sont inscrites pour disputer cette compétition. Les quatre équipes de la Caraïbe toujours en lice pour se qualifier pour la Coupe du monde 2018 sont directement qualifiées pour le 2e ou le 3e tour des éliminatoires.
| Participation                               | Équipes | Nb d'équipes |
| ------------------------------------------- | --- | ------------ |
| Sans participation (non inscrit ou forfait) | - Bahamas - Bonaire - Îles Caïmans - Montserrat - Sainte-Lucie - Îles Turques-et-Caïques - Saint-Martin (forfait) | 6+1          |
| Début au 1er tour                           | - Anguilla - Aruba - Antigua-et-Barbuda - Barbade - Bermudes - Îles Vierges britanniques - Cuba - Curaçao - Dominique - République dominicaine - Guyane - Guyana - Grenade - Guadeloupe - Martinique - Porto Rico - Saint-Christophe-et-Niévès - Suriname - Sint Maarten - Îles Vierges des États-Unis | 20           |
| Début au 2e tour                            | - Saint-Vincent-et-les-Grenadines | 1            |
| Début au 3e tour                            | - Haïti - Jamaïque - Trinité-et-Tobago | 3            |

Les équipes entrant en compétition au 1er sont réparties en trois chapeaux. Le tirage au sort détermine la composition des groupes éliminatoires (1 à 7) en tirant une équipe de chaque chapeau en commençant par le chapeau 1 jusqu'au chapeau 3.

## Composition des chapeaux
| Chapeau 1          | Chapeau 2                 | Chapeau 3                   |
| ------------------ | ------------------------- | --------------------------- |
| Antigua-et-Barbuda | Anguilla                  | Guyane                      |
| Barbade            | Aruba                     | Porto Rico                  |
| Cuba               | Bermudes                  | Saint-Christophe-et-Niévès  |
| Grenade            | Îles Vierges britanniques | Suriname                    |
| Guyana             | Curaçao                   | Sint Maarten                |
| Guadeloupe         | Dominique                 | Saint-Martin                |
| Martinique         | République dominicaine    | Îles Vierges des États-Unis |

## Premier tour
Les matchs de ce tour sont disputés du 21 au 29 mars 2016.

### Groupe 1
| Rang | Équipe                     | Pts | J | G | N | P | Bp | Bc | Diff |  | Résultats (▼ dom., ► ext.) |     |     |     |
| ---- | -------------------------- | --- | - | - | - | - | -- | -- | ---- |  | -------------------------- | --- | --- | --- |
| 1    | Saint-Christophe-et-Niévès | 6   | 2 | 2 | 0 | 0 | 3  | 0  | +3   |  | Saint-Christophe-et-Niévès |     | 1-0 |     |
| 2    | Antigua-et-Barbuda         | 3   | 2 | 1 | 0 | 1 | 2  | 2  | 0    |  | Antigua-et-Barbuda         |     |     | 2-1 |
| 3    | Aruba                      | 0   | 2 | 0 | 0 | 2 | 1  | 4  | -3   |  | Aruba                      | 0-2 |     |     |

| 23 mars 2016 | Antigua-et-Barbuda | 2 - 1   | Aruba | Sir Vivian Richards Stadium, St. John's |                             |
| 19:30        | Josh Parker 4e · Adriel George 23e | (2 - 1) | 28e Frederick Gomez | Arbitrage : Wilson da Costa             | Arbitrage : Wilson da Costa |
| 19:30        | Rapport |         | | Arbitrage : Wilson da Costa             | Arbitrage : Wilson da Costa |
| 19:30        | Muhammed - A. Thomas, Griffith, Tumwa, Francis-Angol ( 84e) - Martin, Jahraldo-Martin, T. Thomas, George ( 47e Browne), Parker ( 54e) - Byers ( 57e Jarvis) | Équipes | Abdul - Baromeo ( 75e Bolivar), J. Ruiz ( 33e van der Biezen), Mulder ( 66e), Melchor Rua - Gomez, D. Oehlers, L. Oehlers, Aparicio - Santos de Gouveia ( 83e Paul), T. Ruiz | Arbitrage : Wilson da Costa             | Arbitrage : Wilson da Costa |

| 26 mars 2016 | Aruba | 0 - 2   | Saint-Christophe-et-Niévès | Trinidad Stadion, Oranjestad |                        |
| 20:00        | | (0 - 2) | 38e Harrison Panayiotou · 44e Romaine Sawyers | Arbitrage : Leo Clarke       | Arbitrage : Leo Clarke |
| 20:00        | Rapport |         | | Arbitrage : Leo Clarke       | Arbitrage : Leo Clarke |
| 20:00        | Abdul - Baromeo ( 60e Paul), Breinburg, Mulder, Melchor Rua - Gomez, D. Oehlers, L. Oehlers, Aparicio - Santos de Gouveia ( 78e Odor), T. Ruiz ( 45e Bolivar) | Équipes | Archibald - St Juste, Harris ( 74e), Leader - Mitchum ( 86e Hendrickson), Maynard, Rogers ( 14e), ( 54e Elliott), Williams, Sawyers - Panayiotou, Blanchette ( 81e O'Loughlin) | Arbitrage : Leo Clarke       | Arbitrage : Leo Clarke |

| 29 mars 2016 | Saint-Christophe-et-Niévès | 1 - 0   | Antigua-et-Barbuda | Warner Park Stadium, Basseterre |                           |
| 20:00        | Harrison Panayiotou 67e | (1 - 0) | | Arbitrage : Sherwin Moore       | Arbitrage : Sherwin Moore |
| 20:00        | Rapport |         | | Arbitrage : Sherwin Moore       | Arbitrage : Sherwin Moore |
| 20:00        | Archibald - Maynard, Leader, St Juste ( 84e Sargeant) - Sawyers, Williams ( 48e), Elliott ( 73e Rogers), O'Loughlin ( 65e Thomas) - Harris, Blanchette, Panayiotou | Équipes | Muhammed - Francis-Angol, Tumwa, A. Thomas, Griffith - Stevens ( 46e Byers), Martin, Parker - Jarvis ( 73e Kirwan), Browne, T. Thomas | Arbitrage : Sherwin Moore       | Arbitrage : Sherwin Moore |

### Groupe 2
| Rang | Équipe                      | Pts | J | G | N | P | Bp | Bc | Diff |  | Résultats (▼ dom., ► ext.)  |     |     |     |
| ---- | --------------------------- | --- | - | - | - | - | -- | -- | ---- |  | --------------------------- | --- | --- | --- |
| 1    | Grenade                     | 6   | 2 | 2 | 0 | 0 | 7  | 1  | +6   |  | Grenade                     |     |     | 5-0 |
| 2    | Îles Vierges des États-Unis | 3   | 2 | 1 | 1 | 0 | 3  | 3  | 0    |  | Îles Vierges des États-Unis | 1-2 |     |     |
| 3    | Sint Maarten                | 0   | 2 | 0 | 0 | 2 | 1  | 7  | -6   |  | Sint Maarten                |     | 1-2 |     |

| 22 mars 2016 | Grenade | 5 - 0   | Sint Maarten | Grenada National Stadium, Saint-Georges |                           |
| 19:30        | Jake Rennie 51e (pen.) · Jamal Charles 54e · Jean Philip Sylveste 55e (csc) · Shavon John-Brown 67e · Shane Rennie 88e                                                | (0 - 0) | | Arbitrage : Adrian Skeete               | Arbitrage : Adrian Skeete |
| 19:30        | Rapport |         | | Arbitrage : Adrian Skeete               | Arbitrage : Adrian Skeete |
| 19:30        | Belfon - Walcott, St. John, S. Phillip ( 48e), Thomas - J. Rennie, Jones, John-Brown, Mark ( 63e S. Rennie), M. Phillip ( 65e K. Sampson) - Charles ( 77e S. Sampson) | Équipes | Sylveste - Anthony, Essed, De Punder, Boelijn - Providence ( 45e), Caines ( 73e Lindeborg), Wolff ( 22e S. Ferdinand), Dekkers - Röben, Potmis ( 62e Lindo) | Arbitrage : Adrian Skeete               | Arbitrage : Adrian Skeete |

| 26 mars 2016 | Sint Maarten | 1 - 2   | Îles Vierges des États-Unis | Raoul Illidge Sports Complex, Philipsburg |                             |
| 20:00        | Ramsleii Boelijn 89e · Ramsleii Boelijn 90 | (0 - 1) | 24e Asanti Herring · 70e Trevor Wrensford                                                                                                  | Arbitrage : Sherwin Johnson               | Arbitrage : Sherwin Johnson |
| 20:00        | Rapport |         | | Arbitrage : Sherwin Johnson               | Arbitrage : Sherwin Johnson |
| 20:00        | Sylveste - Anthony, Essed ( 37e), De Punder, Boelijn - Providence ( 45+1e), Lindo ( 73e Lindeborg), Arrachat ( 55e, 72e Caines), Dekkers ( 62e, 66e Wolff), D. Ferdinand ( 81e S. Ferdinand) - Röben | Équipes | Mozzo ( 47e) - Dyer, Bordon ( 50e Wrensford), George, Maxime ( 58e Browne) - Herring, Goodwin, Smith, Andrew, Good ( 83e Kendall) - Fuller | Arbitrage : Sherwin Johnson               | Arbitrage : Sherwin Johnson |

| 29 mars 2016 | Îles Vierges des États-Unis | 1 - 2   | Grenade | Addelita Cancryn Junior High School Ground, Charlotte Amalie |                              |
| 16:15        | Trevor Wrensford 67e | (0 - 1) | 14e Shane Rennie · 89e Kimo Sampson                                                                                              | Arbitrage : Walner Laventure                                 | Arbitrage : Walner Laventure |
| 16:15        | Rapport |         | | Arbitrage : Walner Laventure                                 | Arbitrage : Walner Laventure |
| 16:15        | Mozzo - Dyer, Nelthrope ( 90e Dejongh), George, Wrensford - Herring, Goodwin, Smith, Andrew, Good ( 46e Nissman ( 77e Labrada)) - Fuller | Équipes | Belfon - Walcott, St. John, S. Phillip, Langaigne - S. Rennie, Jones, John-Brown, Mark ( 70e K. Sampson), M. Phillip - J. Rennie | Arbitrage : Walner Laventure                                 | Arbitrage : Walner Laventure |

### Groupe 3
| Rang | Équipe   | Pts | J | G | N | P | Bp | Bc | Diff |  | Résultats (▼ dom., ► ext.) |     |     |     |
| ---- | -------- | --- | - | - | - | - | -- | -- | ---- |  | -------------------------- | --- | --- | --- |
| 1    | Guyane   | 3   | 2 | 1 | 0 | 1 | 4  | 2  | +2   |  | Guyane                     |     |     | 3-0 |
| 2    | Bermudes | 3   | 2 | 1 | 0 | 1 | 3  | 3  | 0    |  | Bermudes                   | 2-1 |     |     |
| 3    | Cuba     | 3   | 2 | 1 | 0 | 1 | 2  | 4  | -2   |  | Cuba                       |     | 2-1 |     |

| 22 mars 2016 | Cuba | 2 - 1   | Bermudes | Stade Pedro-Marrero, La Havane |                         |
| 15:30        | Daniel Luis 28e · Alberto Gómez 77e                                                                                           | (1 - 0) | 90e Jonté Smith | Arbitrage : Karl Tyrell        | Arbitrage : Karl Tyrell |
| 15:30        | Rapport |         | | Arbitrage : Karl Tyrell        | Arbitrage : Karl Tyrell |
| 15:30        | Guerra - Horta, Baquero, López, Nápoles - Piedra, Francisco, Gómez ( 82e Samane), Luis ( 39e, 88e Collado) - Reyes, Hernández | Équipes | Eve - Bather, Leverock, Elkinson ( 77e Raynor), Lee - D. Ming ( 72e Smith), T. Ming, Simmons ( 60e Bascome), Lewis - Bean, Lambe | Arbitrage : Karl Tyrell        | Arbitrage : Karl Tyrell |

| 26 mars 2016 | Bermudes | 2 - 1   | Guyane | Bermuda National Stadium, Devonshire |                           |
| 20:00        | Tre Ming 42e · Reggie Lambe 76e | (1 - 1) | 36e Rhudy Evens | Arbitrage : Trevor Taylor            | Arbitrage : Trevor Taylor |
| 20:00        | Rapport |         | | Arbitrage : Trevor Taylor            | Arbitrage : Trevor Taylor |
| 20:00        | Eve - Bather, Elkinson ( 80e Raynor), Lee ( 43e), Ming ( 82e) - Bascome ( 74e Warren), Lewis, Donawa, Leverock - Bean ( 57e Smith), Lambe | Équipes | Léon - Legrand, Soubervie, Albert ( 16e Torvic), Lescot - Lu. Baal, Lo. Baal, Rimane ( 32e, 46e St. Privat), Evens ( 60e, 60e Alex) - Gab. Pigrée, Contout ( 82e) | Arbitrage : Trevor Taylor            | Arbitrage : Trevor Taylor |

| 29 mars 2016 | Guyane | 3 - 0   | Cuba | Stade Edmard-Lama, Remire-Montjoly |                           |
| 19:30        | Ludovic Baal 24e · Éric Alex 44e · Roy Contout 63e                                                                                        | (2 - 0) | | Arbitrage : Adrian Skeete          | Arbitrage : Adrian Skeete |
| 19:30        | Rapport |         | | Arbitrage : Adrian Skeete          | Arbitrage : Adrian Skeete |
| 19:30        | Léon - Legrand, Soubervie ( 72e), Lescot, Torvic - Edwige, Lu. Baal, Lo. Baal ( 36e), Evens - Alex ( 62e Toupouti ( 85e Pigrée)), Contout | Équipes | Guerra - Martínez, Baquero ( 74e Samane), López ( 88e), Nápoles - Piedra ( 56e), Francisco, Gómez, Luis ( 62e Pérez) - Reyes, Hernández | Arbitrage : Adrian Skeete          | Arbitrage : Adrian Skeete |

### Groupe 4
| Rang | Équipe                 | Pts | J | G | N | P | Bp | Bc | Diff |  | Résultats (▼ dom., ► ext.) |     |     |     |
| ---- | ---------------------- | --- | - | - | - | - | -- | -- | ---- |  | -------------------------- | --- | --- | --- |
| 1    | République dominicaine | 3   | 2 | 1 | 0 | 1 | 3  | 2  | +1   |  | République dominicaine     |     |     | 2-0 |
| 2    | Curaçao                | 3   | 2 | 1 | 0 | 1 | 2  | 2  | 0    |  | Curaçao                    | 2-1 |     |     |
| 3    | Barbade                | 3   | 2 | 1 | 0 | 1 | 1  | 2  | -1   |  | Barbade                    |     | 1-0 |     |

| 23 mars 2016 | Barbade | 1 - 0   | Curaçao | Usain Bolt Sports Complex, Bridgetown |                          |
| 20:00        | Romario Harewood 69e | (0 - 0) | | Arbitrage : Dwight Royal              | Arbitrage : Dwight Royal |
| 20:00        | Rapport |         | | Arbitrage : Dwight Royal              | Arbitrage : Dwight Royal |
| 20:00        | Broome - Morris, Graham, Bailey - Boyce, Harewood, Jules, Holligan ( 18e Sargeant) - Harte ( 79e Lashley), Chandler ( 83e Williams), Moss | Équipes | Room - Justiana, Lachman, Carmelia, Martina - Bacuna ( 71e), Agustien ( 62e Maria), Mulder - Nepomuceno, Janga ( 64e), van Kessel ( 71e Antonia) | Arbitrage : Dwight Royal              | Arbitrage : Dwight Royal |

| 26 mars 2016 | Curaçao | 2 - 1   | République dominicaine | Ergilio Hato Stadion, Willemstad |                          |
| 20:00        | Gino van Kessel 66e · Felitciano Zschusschen 81e | (0 - 0) | 77e Edipo Rodríguez | Arbitrage : Dwight Royal         | Arbitrage : Dwight Royal |
| 20:00        | Rapport |         | | Arbitrage : Dwight Royal         | Arbitrage : Dwight Royal |
| 20:00        | Room - Justiana, Lachman ( 46e Kortstam), Martina, Mulder - Bacuna, Agustien ( 75e Hojer ( 82e)), Antonia - Nepomuceno ( 42e, 67e Merencia), Zschusschen, van Kessel | Équipes | Lloyd - Barmettler ( 74e Ceballos), Flores, Reyes, Muñoz ( 45e) - Rodríguez, Beard, Rosario, Peralta - Jiménez ( 69e Oviedo), Faña | Arbitrage : Dwight Royal         | Arbitrage : Dwight Royal |

| 29 mars 2016 | République dominicaine | 2 - 0   | Barbade | Stade olympique Félix-Sánchez, Santo Domingo |                           |
| 16:00        | Darlin Baptista 50e 57e | (0 - 0) | | Arbitrage : Bryan Willett                    | Arbitrage : Bryan Willett |
| 16:00        | Rapport |         | | Arbitrage : Bryan Willett                    | Arbitrage : Bryan Willett |
| 16:00        | Lloyd - Díaz, Muñoz, Dabas, Rosario ( 40e), ( 81e Flores) - López, Martínez, Faña - Rodríguez ( 78e Peralta), Batista ( 84e Ángeles), Trinidad | Équipes | Broome - Bailey, Graham, Morris - Holligan ( 67e Sargeant), Jules ( 50e Lawrence ( 71e)), Williams ( 90+2e), Harewood, Boyce ( 76e Marquez) - Moss, Harte ( 82e) | Arbitrage : Bryan Willett                    | Arbitrage : Bryan Willett |

### Groupe 5
| Rang | Équipe     | Pts | J | G | N | P | Bp | Bc | Diff |  | Résultats (▼ dom., ► ext.) |     |     |     |
| ---- | ---------- | --- | - | - | - | - | -- | -- | ---- |  | -------------------------- | --- | --- | --- |
| 1    | Guyana     | 6   | 2 | 2 | 0 | 0 | 8  | 0  | +8   |  | Guyana                     |     |     | 7-0 |
| 2    | Porto Rico | 3   | 2 | 1 | 0 | 1 | 4  | 1  | +3   |  | Porto Rico                 | 0-1 |     |     |
| 3    | Anguilla   | 0   | 2 | 0 | 0 | 2 | 0  | 11 | -11  |  | Anguilla                   |     | 0-4 |     |

| 22 mars 2016 | Guyana | 7 - 0   | Anguilla | Providence National Stadium, Providence |                           |
| 19:00        | Dwight Peters 11e 30e · Chris Nurse 14e · Neil Danns 34e · Gregory Richardson 45e · Vurlon Mills 47e · Marcel Barrington 65e          | (5 - 0) | | Arbitrage : Sandy Vásquez               | Arbitrage : Sandy Vásquez |
| 19:00        | Rapport |         | | Arbitrage : Sandy Vásquez               | Arbitrage : Sandy Vásquez |
| 19:00        | Whyte - Adams, Joseph, Moore - Danns ( 69e Bobb), Richardson ( 57e Barrington), Cox, Alleyne, Nurse - Peters, Mills ( 63e Millington) | Équipes | Lake - Scarbrough, Hawley, Thompson, Austin ( 78e Harding-Hodge) - Herbert ( 60e Thomas), K. Richardson ( 38e), L. Richardson ( 55e Petty), Bailey ( 14e) - A. Richardson, Rogers | Arbitrage : Sandy Vásquez               | Arbitrage : Sandy Vásquez |

| 26 mars 2016 | Anguilla | 0 - 4   | Porto Rico | Raymond E. Guishard Technical Centre, The Valley |                          |
| 17:00        | | (0 - 2) | 16e 52e Juan Coca · 40e Jorge Rivera · 61e Olvin Ortiz                                                                                        | Arbitrage : Moeth Gaymes                         | Arbitrage : Moeth Gaymes |
| 17:00        | Rapport |         | | Arbitrage : Moeth Gaymes                         | Arbitrage : Moeth Gaymes |
| 17:00        | Lake - Scarbrough, Hawley ( 66e), Thompson, Austin ( 75e Gumps) - Thomas ( 58e Brown), K. Richardson, L. Richardson ( 36e Herbert), Bailey - A. Richardson, Rogers | Équipes | Sanchez - D'Andrea, A. Rivera, Vélez - Martinez, Fernandez, Cabrero ( 65e Soto), Coca - J. Rivera ( 74e Strain), Ortiz ( 64e Beltre), Marrero | Arbitrage : Moeth Gaymes                         | Arbitrage : Moeth Gaymes |

| 29 mars 2016 | Porto Rico | 0 - 1   | Guyana | Estadio Juan Ramón Loubriel, Bayamón |                            |
| 19:05        | | (0 - 0) | 65e Solomon Austin | Arbitrage : Rodphin Harris           | Arbitrage : Rodphin Harris |
| 19:05        | Rapport |         | | Arbitrage : Rodphin Harris           | Arbitrage : Rodphin Harris |
| 19:05        | Sanchez - D'Andrea, A. Rivera ( 81e), Hernandez - Martinez, Fernandez, Cabrero, Coca ( 66e Beltre) - J. Rivera ( 83e Soto), Ortiz ( 72e Strain), Marrero | Équipes | Whyte - Adams, Joseph ( 77e Beresford), Moore ( 85e Alleyne), Jacobs, Austin - Danns, Richardson, Cox, Nurse - Peters ( 77e Millington ( 88e)) | Arbitrage : Rodphin Harris           | Arbitrage : Rodphin Harris |

### Groupe 6
| Rang | Équipe               | Pts | J | G | N | P | Bp | Bc | Diff |  | Résultats (▼ dom., ► ext.) |     |     |
| ---- | -------------------- | --- | - | - | - | - | -- | -- | ---- |  | -------------------------- | --- | --- |
| 1    | Suriname             | 3   | 2 | 1 | 0 | 1 | 3  | 2  | +1   |  | Suriname                   |     | 3-2 |
| 2    | Guadeloupe           | 1   | 2 | 0 | 1 | 1 | 2  | 3  | -1   |  | Guadeloupe                 | 0-0 |     |
|      | Saint-Martin forfait |     |   |   |   |   |    |    |      |  |                            |     |     |

Le 10 mars 2016, l'équipe de Saint-Martin déclare forfait.
| 23 mars 2016 | Guadeloupe | 0 - 0 (3 - 2 t.a.b.) | Suriname | Stade René Serge Nabajoth, Les Abymes |                           |
| 20:00        | |                      | | Arbitrage : Adzer Ariznat             | Arbitrage : Adzer Ariznat |
| 20:00        | Rapport |                      | | Arbitrage : Adzer Ariznat             | Arbitrage : Adzer Ariznat |
| 20:00        | Milon · Beauvue · Alphonse · Laurence · Babel | Tirs au but 3 - 2    | Rijssel · Baja · Talea · Eind · Aloema ·                                                                                                  | Arbitrage : Adzer Ariznat             | Arbitrage : Adzer Ariznat |
| 20:00        | Thuram-Ulien - Tacalfred, Phobère ( 65e, 106e Jérôme), Babel, Laurence - Sainte-Luce, Beauvue ( 84e), Fleurival, Alphonse - Valerius ( 58e Milon), Nabab ( 88e Lafortune ( 100e)) | Équipes              | Kohinoor - Baja, Kisoor ( 93e), Fer, Apai ( 83e Talea) - Rijssel ( 94e), Kwasie, Pokie, Adenie ( 77e Darson) - Eind, Nibte ( 80e Eduards) | Arbitrage : Adzer Ariznat             | Arbitrage : Adzer Ariznat |

| 29 mars 2016 | Suriname | 3 - 2   | Guadeloupe | André Kamperveen Stadion, Paramaribo |                             |
| 16:30        | Stefano Rijssel 30e 36e · Mitchell Kisoor 41e                                                                                           | (3 - 2) | 15e Claudio Beauvue · 32e Livio Nabab | Arbitrage : Wilson da Costa          | Arbitrage : Wilson da Costa |
| 16:30        | Rapport |         | | Arbitrage : Wilson da Costa          | Arbitrage : Wilson da Costa |
| 16:30        | Huiswood- Baja, Kisoor ( 90e Eduards), Fer ( 80e Talea), Apai ( 68e, 69e Kastiel) - Rijssel, Kwasie ( 54e), Pokie, Adenie - Eind, Nibte | Équipes | Thuram-Ulien - Laurence ( 77e), Valmy, Phobère ( 28e, 46e Valerius ( 71e)), Babel ( 62e) - Romain ( 64e Hannany), Fleurival, Beauvue, Nabab - Milon ( 83e Dan), Sainte-Luce | Arbitrage : Wilson da Costa          | Arbitrage : Wilson da Costa |

### Groupe 7
| Rang | Équipe                    | Pts | J | G | N | P | Bp | Bc | Diff |  | Résultats (▼ dom., ► ext.) |     |     |     |
| ---- | ------------------------- | --- | - | - | - | - | -- | -- | ---- |  | -------------------------- | --- | --- | --- |
| 1    | Martinique                | 6   | 2 | 2 | 0 | 0 | 7  | 1  | +6   |  | Martinique                 |     |     | 3-0 |
| 2    | Dominique                 | 3   | 2 | 1 | 0 | 1 | 11 | 4  | +7   |  | Dominique                  | 1-4 |     |     |
| 3    | Îles Vierges britanniques | 0   | 2 | 0 | 0 | 2 | 0  | 10 | -10  |  | Îles Vierges britanniques  |     | 0-7 |     |

| 23 mars 2016 | Martinique | 3 - 0   | Îles Vierges britanniques | Stade Pierre-Aliker, Fort-de-France |                               |
| 20:00        | Kévin Parsemain 12e · Yoann Arquin 68e · Steeven Langil 84e                                                                                       | (1 - 0) | | Arbitrage : Mike van de Sande       | Arbitrage : Mike van de Sande |
| 20:00        | Rapport |         | | Arbitrage : Mike van de Sande       | Arbitrage : Mike van de Sande |
| 20:00        | Massée - Crétinoir, Zaïre, Jean-Baptiste, Liénafa - Hérelle ( 68e Langil), Abaul, Delem, Nédra - Parsemain ( 80e Pastel), Malfleury ( 58e Arquin) | Équipes | Chapman - Williams, Caesar, Monks, Fines ( 23e) - Dicker, Peters ( 68e Telemaque), Javier ( 83e Burke), Quinn - Johnson, Jones ( 88e) | Arbitrage : Mike van de Sande       | Arbitrage : Mike van de Sande |

| 26 mars 2016 | Îles Vierges britanniques | 0 - 7   | Dominique | A. O. Shirley Recreation Ground, Road Town |                           |
| 16:00        | | (0 - 4) | 4e 55e 85e (pen.) Julian Wade · 20e (csc) Ryan Dicker · 28e 51e Kelrick Walters · 30e Chad Bertrand                                                                     | Arbitrage : Gianni Ascani                  | Arbitrage : Gianni Ascani |
| 16:00        | Rapport |         | | Arbitrage : Gianni Ascani                  | Arbitrage : Gianni Ascani |
| 16:00        | Chapman ( 61e Barker) - Caesar, Monks ( 26e), Fines, Dicker - Peters, Javier, Quinn ( 53e Williams), Espley ( 26e Telemaque) - Johnson, Jones | Équipes | G. Prince - Lockhart, Malcolm, Thomas ( 28e, 82e Frederick), H. Prince - Walsh ( 32e), Bertrand, A. Joseph, Walters ( 71e Peltier) - Blaize ( 12e, 61e T. Joseph), Wade | Arbitrage : Gianni Ascani                  | Arbitrage : Gianni Ascani |

| 29 mars 2016 | Dominique | 1 - 4   | Martinique | Windsor Park, Roseau    |                         |
| 19:00        | Chad Bertrand 44e (pen.) | (0 - 2) | 11e Antoine Jean-Baptiste · 23e Daniel Hérelle · 53e Yoann Arquin · 88e Stéphane Abaul                                                                               | Arbitrage : Swason Owen | Arbitrage : Swason Owen |
| 19:00        | Rapport |         | | Arbitrage : Swason Owen | Arbitrage : Swason Owen |
| 19:00        | G. Prince - M. Joseph ( 42e), H. Prince, Walsh - A. Joseph, Bertrand ( 66e Parker), Lockhart ( 85e Peltier), Walters - Thomas ( 56e), Wade, Blaize ( 46e Frederick) | Équipes | Massée - Crétinoir, Zaïre ( 72e), Jean-Baptiste, Dondon - Hérelle, Langil ( 85e Vitulin ( 85e)), Jougon, Nédra ( 61e) - Parsemain ( 64e Abaul), Arquin ( 72e Pastel) | Arbitrage : Swason Owen | Arbitrage : Swason Owen |

### Équipes qualifiées pour le deuxième tour
Quatorze équipes ayant disputé le premier tour sont qualifiées pour le deuxième tour (les sept vainqueurs et les sept deuxièmes de chaque groupe).

#### Vainqueurs de groupe
| Rang | Équipe                     | Pts | J | G | N | P | Bp | Bc | Diff |
| ---- | -------------------------- | --- | - | - | - | - | -- | -- | ---- |
| 1    | Guyana                     | 6   | 2 | 2 | 0 | 0 | 8  | 0  | +8   |
| 2    | Martinique                 | 6   | 2 | 2 | 0 | 0 | 7  | 1  | +6   |
| 3    | Grenade                    | 6   | 2 | 2 | 0 | 0 | 7  | 1  | +6   |
| 4    | Saint-Christophe-et-Niévès | 6   | 2 | 2 | 0 | 0 | 3  | 0  | +3   |
| 5    | Guyane                     | 3   | 2 | 1 | 0 | 1 | 4  | 2  | +2   |
| 6    | République dominicaine     | 3   | 2 | 1 | 0 | 1 | 3  | 2  | +1   |
| 7    | Suriname                   | 3   | 2 | 1 | 0 | 1 | 3  | 2  | +1   |

La Martinique et Grenade ex æquo ont été départagées par tirage au sort tout comme le Suriname et la République dominicaine.

#### Deuxièmes de groupe
| Rang | Équipe                      | Pts | J | G | N | P | Bp | Bc | Diff |
| ---- | --------------------------- | --- | - | - | - | - | -- | -- | ---- |
| 1    | Dominique                   | 3   | 2 | 1 | 0 | 1 | 8  | 4  | +4   |
| 2    | Porto Rico                  | 3   | 2 | 1 | 0 | 1 | 4  | 1  | +3   |
| 3    | Îles Vierges des États-Unis | 3   | 2 | 1 | 0 | 1 | 3  | 3  | 0    |
| 4    | Bermudes                    | 3   | 2 | 1 | 0 | 1 | 3  | 3  | 0    |
| 5    | Curaçao                     | 3   | 2 | 1 | 0 | 1 | 2  | 2  | 0    |
| 6    | Antigua-et-Barbuda          | 3   | 2 | 1 | 0 | 1 | 2  | 2  | 0    |
| 7    | Guadeloupe                  | 3   | 2 | 0 | 1 | 1 | 2  | 3  | -1   |

Les Îles Vierges des États-Unis et les Bermudes ex æquo ont été départagées par tirage au sort tout comme Curaçao et Antigua-et-Barbuda.

## Deuxième tour
Les matchs de ce tour sont disputés du 1er au 7 juin 2016. Cinq groupes de trois équipes sont constitués. Les vainqueurs de chaque groupe ainsi que les quatre meilleurs seconds sont qualifiés pour le tour suivant. Saint-Vincent-et-les-Grenadines est automatiquement qualifié pour ce tour.

### Groupe 1
| Rang | Équipe             | Pts | J | G | N | P | Bp | Bc | Diff |  | Résultats (▼ dom., ► ext.) |     |     |     |
| ---- | ------------------ | --- | - | - | - | - | -- | -- | ---- |  | -------------------------- | --- | --- | --- |
| 1    | Porto Rico         | 6   | 2 | 1 | 1 | 0 | 5  | 4  | +1   |  | Porto Rico                 |     | 2-1 |     |
| 2    | Antigua-et-Barbuda | 3   | 2 | 1 | 0 | 1 | 6  | 3  | +3   |  | Antigua-et-Barbuda         |     |     | 5-1 |
| 3    | Grenade            | 0   | 2 | 0 | 1 | 1 | 4  | 8  | -4   |  | Grenade                    | 3-3 |     |     |

| 1er juin 2016 | Grenade                                     | 3 - 3 (3 - 4 t.a.b.) | Porto Rico                                    | Grenada National Stadium, St. George's |                             |
|               | Shavon John-Brown 3e 26e · Moron Philip 39e | (3 - 1 , 3 - 3)      | 44e (pen.) 63e Héctor Ramos · 89e Olvin Ortiz | Arbitrage : Wilson da Costa            | Arbitrage : Wilson da Costa |
|               | Rapport                                     |                      |                                               | Arbitrage : Wilson da Costa            | Arbitrage : Wilson da Costa |

| 4 juin 2016 | Porto Rico           | 2 - 1 a.p.      | Antigua-et-Barbuda    | Stade Juan-Ramón-Loubriel, Bayamón |                           |
|             | Héctor Ramos 6e 115e | (1 - 1 , 1 - 1) | 35e Dexter Blackstock | Arbitrage : Sandy Vásquez          | Arbitrage : Sandy Vásquez |
|             | Rapport              |                 |                       | Arbitrage : Sandy Vásquez          | Arbitrage : Sandy Vásquez |

| 7 juin 2016 | Antigua-et-Barbuda                                                                             | 5 - 1   | Grenade           | Sir Vivian Richards Stadium, St. John's |                            |
|             | Peter Byers 52e · Calaum Jahraldo-Martin 68e 85e · Keiran Murtagh 73e · Tevaughn Harriette 76e | (0 - 0) | 73e Jamal Charles | Arbitrage : Rodphin Harris              | Arbitrage : Rodphin Harris |
|             | Rapport                                                                                        |         |                   | Arbitrage : Rodphin Harris              | Arbitrage : Rodphin Harris |

### Groupe 2
| Rang | Équipe     | Pts | J | G | N | P | Bp | Bc | Diff |  | Résultats (▼ dom., ► ext.) |     |     |     |
| ---- | ---------- | --- | - | - | - | - | -- | -- | ---- |  | -------------------------- | --- | --- | --- |
| 1    | Martinique | 6   | 2 | 2 | 0 | 0 | 6  | 0  | +6   |  | Martinique                 |     | 2-0 |     |
| 2    | Guadeloupe | 3   | 2 | 1 | 0 | 1 | 2  | 3  | -1   |  | Guadeloupe                 |     |     | 2-1 |
| 3    | Dominique  | 0   | 2 | 0 | 0 | 2 | 1  | 6  | -5   |  | Dominique                  | 0-4 |     |     |

| 1er juin 2016 | Martinique | 2 - 0   | Guadeloupe | Stade Pierre-Aliker, Fort-de-France |                           |
| 20h00         | Antoine Jean-Baptiste 67e · Jean-Sylvain Babin 79e                                                                                | (0 - 0) | | Arbitrage : Adrian Skeete           | Arbitrage : Adrian Skeete |
| 20h00         | Rapport |         | | Arbitrage : Adrian Skeete           | Arbitrage : Adrian Skeete |
| 20h00         | Olimpa - Zaïre, Babin, Crétinoir, Jean-Baptiste - Hérelle ( 66e Arquin), Faubert, Nédra ( 82e Vitulin), Grougi () - Langil, Audel | Équipes | Thuram-Ulien - Avinel, Tacalfred ( 63e Hannany), Nestor, Laurence - Haguy ( 80e Valerius), Fleurival, Gamiette, Nabab - Gotin ( 29e Milon), Sainte-Luce | Arbitrage : Adrian Skeete           | Arbitrage : Adrian Skeete |

| 4 juin 2016 | Guadeloupe                         | 2 - 1 | Dominique              | Stade René-Serge-Nabajoth, Les Abymes |                               |
| | Elbert Anatol 23e · Gilles Dan 64e | (1 - 1) | 41e (pen.) Julian Wade | Arbitrage : Mike van de Sande         | Arbitrage : Mike van de Sande |
| | Rapport                            | |                        | Arbitrage : Mike van de Sande         | Arbitrage : Mike van de Sande |
| Thuram-Ulien ( 40e) - Avinel, Valmy ( 33e, 73e Babel), Nestor, Laurence - Valerius ( 60e Dan), Fleurival, Gamiette, Nabab - Anatol ( 84e Milon), Sainte-Luce | Équipes                            | G. Prince - Marshall, Elizée, M. Joseph, H. Prince - B. Thomas, Walters, A. Joseph ( 71e Lockhart), Wade - Blaize ( 83e T. Joseph), Frederick ( 65e Bertrand) |                        | Arbitrage : Mike van de Sande         | Arbitrage : Mike van de Sande |

| 7 juin 2016                                                                                                 | Dominique | 0 - 4 | Martinique                                                               | Windsor Park, Roseau      |                           |
| |           | (0 - 1)                                                                                                   | 6e Johan Audel · 47e Jordy Delem · 58e Bruno Grougi · 69e Steeven Langil | Arbitrage : Sherwin Moore | Arbitrage : Sherwin Moore |
| | Rapport   | |                                                                          | Arbitrage : Sherwin Moore | Arbitrage : Sherwin Moore |
| G. Prince - Marshall, Elizee, M. Joseph - Mitchell, Walters, A. Joseph, Wade, T. Joseph - Thomas, Frederick | Équipes   | Olimpa - Zaïre, Babin, Crétinoir, Jean-Baptiste - Delem, Faubert, Nédra, Grougi - Arquin ( Langil), Audel |                                                                          | Arbitrage : Sherwin Moore | Arbitrage : Sherwin Moore |

### Groupe 3
| Rang | Équipe                      | Pts | J | G | N | P | Bp | Bc | Diff |  | Résultats (▼ dom., ► ext.)  |     |     |     |
| ---- | --------------------------- | --- | - | - | - | - | -- | -- | ---- |  | --------------------------- | --- | --- | --- |
| 1    | Curaçao                     | 6   | 2 | 2 | 0 | 0 | 12 | 2  | +10  |  | Curaçao                     |     |     | 7-0 |
| 2    | Guyana                      | 3   | 2 | 1 | 0 | 1 | 9  | 5  | +4   |  | Guyana                      | 2-5 |     |     |
| 3    | Îles Vierges des États-Unis | 0   | 2 | 0 | 0 | 2 | 0  | 14 | -14  |  | Îles Vierges des États-Unis |     | 0-7 |     |

| 1er juin 2016 | Guyana                                     | 2 - 5   | Curaçao                                                     | Providence National Stadium, Providence |                             |
|               | Sheldon Holder 18e · Brandon Beresford 78e | (1 - 2) | 7e 61e 89e Felitciano Zschusschen · 42e 63e Gino van Kessel | Arbitrage : Valdin Legister             | Arbitrage : Valdin Legister |
|               | Rapport                                    |         |                                                             | Arbitrage : Valdin Legister             | Arbitrage : Valdin Legister |

| 4 juin 2016 | Îles Vierges des États-Unis | 0 - 7   | Guyana                                                                                       | Addelita Cancryn Junior High School Ground, Charlotte Amalie |                              |
|             |                             | (0 - 3) | 24e 74e Trayon Bobb · 25e 44e Ricky Bascombe · 30e Devon Millington · 68e 87e Anthony Abrams | Arbitrage : William Anderson                                 | Arbitrage : William Anderson |
|             | Rapport                     |         |                                                                                              | Arbitrage : William Anderson                                 | Arbitrage : William Anderson |

| 7 juin 2016 | Curaçao                                                                                                  | 7 - 0   | Îles Vierges des États-Unis | Ergilio Hato Stadion, Willemstad |                               |
|             | Gino van Kessel 2e 26e 49e · Felitciano Zschusschen 11e 55e · Leandro Bacuna 44e · Gevaro Nepomuceno 70e | (4 - 0) |                             | Arbitrage : Veralton Nembhard    | Arbitrage : Veralton Nembhard |
|             | Rapport                                                                                                  |         |                             | Arbitrage : Veralton Nembhard    | Arbitrage : Veralton Nembhard |

### Groupe 4
| Rang | Équipe                 | Pts | J | G | N | P | Bp | Bc | Diff |  | Résultats (▼ dom., ► ext.) |     |     |     |
| ---- | ---------------------- | --- | - | - | - | - | -- | -- | ---- |  | -------------------------- | --- | --- | --- |
| 1    | République dominicaine | 6   | 2 | 2 | 0 | 0 | 3  | 1  | +2   |  | République dominicaine     |     | 2-1 |     |
| 2    | Guyane                 | 3   | 2 | 1 | 0 | 1 | 4  | 2  | +2   |  | Guyane                     |     |     | 3-0 |
| 3    | Bermudes               | 0   | 2 | 0 | 0 | 2 | 0  | 4  | -4   |  | Bermudes                   | 0-1 |     |     |

| 4 juin 2016 | Bermudes | 0 - 1   | République dominicaine | Bermuda National Stadium, Devonshire |                            |
|             |          | (0 - 1) | 27e Jonathan Faña      | Arbitrage : Kevin Morrison           | Arbitrage : Kevin Morrison |
|             | Rapport  |         |                        | Arbitrage : Kevin Morrison           | Arbitrage : Kevin Morrison |

| 7 juin 2016 | République dominicaine | 2 - 1 | Guyane          | Stade olympique Félix-Sánchez, Saint-Domingue |                                    |
| | Jonathan Faña 47e 52e  | (0 - 1) | 24e Rhudy Evens | Arbitrage : Michel Rodríguez Roque            | Arbitrage : Michel Rodríguez Roque |
| | Rapport                | |                 | Arbitrage : Michel Rodríguez Roque            | Arbitrage : Michel Rodríguez Roque |
| Lloyd - Díaz ( 45+2e), Flores ( 65e Dabas) - López, Martínez, Beard ( 45+2e, 63e García), Faña, Peralta - Rodríguez ( 79e Rosario), Batista, Jiménez | Équipes                | Léon - Legrand, Edwige ( 49e, 53e Saint-Clair), Salmier, Lescot - Haabo ( 3e), Lo. Baal, Rimane ( 26e), Evens, Alex - Contout |                 | Arbitrage : Michel Rodríguez Roque            | Arbitrage : Michel Rodríguez Roque |

| 19 juin 2016 | Guyane                                                   | 3 - 0 | Bermudes | Stade Edmard-Lama, Remire-Montjoly           |                                              |
| | Kévin Rimane 64e · Arnold Abelinti 80e · Roy Contout 82e | (0 - 0) |          | Spectateurs : 1,500 Arbitrage : Kimbell Ward | Spectateurs : 1,500 Arbitrage : Kimbell Ward |
| | Rapport                                                  | |          | Spectateurs : 1,500 Arbitrage : Kimbell Ward | Spectateurs : 1,500 Arbitrage : Kimbell Ward |
| Léon - Torvic, I. Baal, Rimane, Lu. Baal ( ?e Breleur) - Soubervie, Lo. Baal, Evens - Solvi ( 65e Saint-Clair) - Abelinti ( 80e Contout) | Équipes                                                  | Bell - Lee, Harvey, Leverock ( ?e) - Elkinson, Lambe, Bascombe, T. Ming, D. Ming ( ?e) - J. Smith ( 58e Clemons), Lewis · ?e Warren ?e S. Smith |          | Spectateurs : 1,500 Arbitrage : Kimbell Ward | Spectateurs : 1,500 Arbitrage : Kimbell Ward |

### Groupe 5
| Rang | Équipe                          | Pts | J | G | N | P | Bp | Bc | Diff |  | Résultats (▼ dom., ► ext.)      |     |     |     |
| ---- | ------------------------------- | --- | - | - | - | - | -- | -- | ---- |  | ------------------------------- | --- | --- | --- |
| 1    | Saint-Christophe-et-Niévès      | 6   | 2 | 2 | 0 | 0 | 2  | 0  | +2   |  | Saint-Christophe-et-Niévès      |     | 1-0 |     |
| 2    | Suriname                        | 3   | 2 | 1 | 0 | 1 | 2  | 2  | 0    |  | Suriname                        |     |     | 2-1 |
| 3    | Saint-Vincent-et-les-Grenadines | 0   | 2 | 0 | 0 | 2 | 1  | 3  | -2   |  | Saint-Vincent-et-les-Grenadines | 0-1 |     |     |

| 1er juin 2016 | Saint-Christophe-et-Niévès | 1 - 0   | Suriname | Warner Park Stadium, Basseterre |                           |
|               | Harrison Panayiotou 30e    | (1 - 0) |          | Arbitrage : Bryan Willett       | Arbitrage : Bryan Willett |
|               | Rapport                    |         |          | Arbitrage : Bryan Willett       | Arbitrage : Bryan Willett |

| 4 juin 2016 | Suriname                                  | 2 - 1   | Saint-Vincent-et-les-Grenadines | André Kamperveen Stadion, Paramaribo |                         |
|             | Mitchell Kisoor 85e · Melvin Valies 90+4e | (0 - 0) | 71e Myron Samuel                | Arbitrage : Karl Tyrell              | Arbitrage : Karl Tyrell |
|             | Rapport                                   |         |                                 | Arbitrage : Karl Tyrell              | Arbitrage : Karl Tyrell |

| 7 juin 2016 | Saint-Vincent-et-les-Grenadines | 0 - 1   | Saint-Christophe-et-Niévès | Arnos Vale Stadium, Kingstown |                              |
|             |                                 | (0 - 1) | 6e Javeim Blanchette       | Arbitrage : Walner Laventure  | Arbitrage : Walner Laventure |
|             | Rapport                         |         |                            | Arbitrage : Walner Laventure  | Arbitrage : Walner Laventure |

### Équipes qualifiées pour le troisième tour
Neuf équipes ayant disputé le deuxième tour sont qualifiées pour le troisième tour (les cinq vainqueurs et les quatre meilleurs deuxièmes de chaque groupe).

#### Vainqueurs de groupe
| Rang | Équipe                     | Pts | J | G | N | P | Bp | Bc | Diff |
| ---- | -------------------------- | --- | - | - | - | - | -- | -- | ---- |
| 1    | Curaçao                    | 6   | 2 | 2 | 0 | 0 | 12 | 2  | +10  |
| 2    | Martinique                 | 6   | 2 | 2 | 0 | 0 | 6  | 0  | +6   |
| 3    | République dominicaine     | 6   | 2 | 2 | 0 | 0 | 3  | 1  | +2   |
| 4    | Saint-Christophe-et-Niévès | 6   | 2 | 2 | 0 | 0 | 2  | 0  | +2   |
| 5    | Porto Rico                 | 6   | 2 | 1 | 1 | 0 | 5  | 4  | +1   |

#### Deuxièmes de groupe
| Rang | Équipe             | Pts | J | G | N | P | Bp | Bc | Diff |
| ---- | ------------------ | --- | - | - | - | - | -- | -- | ---- |
| 1    | Guyana             | 3   | 2 | 1 | 0 | 1 | 9  | 4  | +5   |
| 2    | Antigua-et-Barbuda | 3   | 2 | 1 | 0 | 1 | 6  | 3  | +3   |
| 3    | Guyane             | 3   | 2 | 1 | 0 | 1 | 4  | 2  | +2   |
| 4    | Suriname           | 3   | 2 | 1 | 0 | 1 | 2  | 2  | 0    |
| 5    | Guadeloupe         | 3   | 2 | 1 | 0 | 1 | 2  | 3  | -1   |

## Troisième tour
Les matchs de ce tour sont disputés du 3 octobre au 13 novembre 2016. Quatre groupes de trois équipes sont constitués et la meilleure équipe de chaque groupe est qualifiée pour la phase finale de la coupe et pour la Gold Cup 2017. Haïti, la Jamaïque et Trinité-et-Tobago sont automatiquement qualifiés pour ce tour.

### Groupe 1
| Rang | Équipe   | Pts | J | G | N | P | Bp | Bc | Diff |  | Résultats (▼ dom., ► ext.) |     |     |     |
| ---- | -------- | --- | - | - | - | - | -- | -- | ---- |  | -------------------------- | --- | --- | --- |
| 1    | Jamaïque | 6   | 2 | 2 | 0 | 0 | 5  | 2  | +3   |  | Jamaïque                   |     | 1-0 |     |
| 2    | Suriname | 3   | 2 | 1 | 0 | 1 | 3  | 3  | 0    |  | Suriname                   |     |     | 3-2 |
| 3    | Guyana   | 0   | 2 | 0 | 0 | 2 | 4  | 7  | -3   |  | Guyana                     | 2-4 |     |     |

| 8 octobre 2016 | Suriname                                                           | 3 - 2 a.p.      | Guyana                                        | André Kamperveen Stadion, Paramaribo |                          |
|                | Mitchell Kisoor 58e · Galgyto Talea 103e · Ivanildo Rozenblad 110e | (0 - 1 , 1 - 1) | 4e Marcel Barrington · 120e Kai McKenzie-Lyle | Arbitrage : Dwight Royal             | Arbitrage : Dwight Royal |
|                | Rapport                                                            |                 |                                               | Arbitrage : Dwight Royal             | Arbitrage : Dwight Royal |

| 11 octobre 2016 | Guyana                                 | 2 - 4 a.p. | Jamaïque                                                                         | Leonora Stadium, Leonora  |                           |
| | Adrian Butters 7e · Adrian Butters 30e | (2 - 0 , 2 - 2) | 63e Je-Vaughn Watson · 88e Dicoy Williams · 116e Shaun Francis · 120e Cory Burke | Arbitrage : Kerry Skepple | Arbitrage : Kerry Skepple |
| | Rapport                                | |                                                                                  | Arbitrage : Kerry Skepple | Arbitrage : Kerry Skepple |
| McKenzie-Lyle ( 96e) - Newton, Cox, Moore ( 68e), Butters - Creavalle, Mohammed ( 62e London), Beresford ( 96e Adams), Bobb - Wilson, Abrams ( 67e Mills) | Équipes                                | Blake ( 33e) - Lawrence, Williams, Francis, Harriott, Lowe - Fisher ( 55e Gordon), Ambusley ( 103e), Watson ( 66e, 82e Holness) - Binns ( 55e Williams), Burke |                                                                                  | Arbitrage : Kerry Skepple | Arbitrage : Kerry Skepple |

| 13 novembre 2016 | Jamaïque       | 1 - 0                                                                                              | Suriname | Anthony Spaulding Sports Complex, Kingston |                             |
| | Cory Burke 16e | (1 - 0)                                                                                            |          | Arbitrage : Wilson da Costa                | Arbitrage : Wilson da Costa |
| | Rapport        | |          | Arbitrage : Wilson da Costa                | Arbitrage : Wilson da Costa |
| Andre Blake - Lowe ( 33e), Dic. Williams ( 89e), Francis ( 30e), Harriott - Grandison, Ambusley, Binns, Gordon ( 90+3e Richie) - Burke ( 48e, 70e R. Williams), Din. Williams ( 43e Fisher) | Équipes        | Kohinor - Nibte, Eind, Kwasie, Baja - Adenie, Talea ( 72e Rozenblad), Fer, Apai - Eduards, Rijssel |          | Arbitrage : Wilson da Costa                | Arbitrage : Wilson da Costa |

### Groupe 2
| Rang | Équipe                     | Pts | J | G | N | P | Bp | Bc | Diff |  | Résultats (▼ dom., ► ext.) |     |     |     |
| ---- | -------------------------- | --- | - | - | - | - | -- | -- | ---- |  | -------------------------- | --- | --- | --- |
| 1    | Guyane                     | 6   | 2 | 2 | 0 | 0 | 6  | 2  | +4   |  | Guyane                     |     |     | 1-0 |
| 2    | Haïti                      | 3   | 2 | 1 | 0 | 1 | 4  | 5  | -1   |  | Haïti                      | 2-5 |     |     |
| 3    | Saint-Christophe-et-Niévès | 0   | 2 | 0 | 0 | 2 | 0  | 3  | -3   |  | Saint-Christophe-et-Niévès |     | 0-2 |     |

| 8 octobre 2016 | Guyane              | 1 - 0   | Saint-Christophe-et-Niévès | Stade Edmard-Lama, Remire-Montjoly |                           |
|                | Arnold Abelinti 63e | (0 - 0) |                            | Arbitrage : Javier Santos          | Arbitrage : Javier Santos |
|                | Rapport             |         |                            | Arbitrage : Javier Santos          | Arbitrage : Javier Santos |

| 9 novembre 2016 | Haïti                                        | 2 - 5   | Guyane                                                                                             | Stade Sylvio-Cator, Port-au-Prince |                           |
|                 | Mechack Jérôme 3e (pen.) · Duckens Nazon 27e | (2 - 1) | 40e Sloan Privat · 55e Sloan Privat · 62e (pen.) Sloan Privat · 65e Rhudy Evens · 84e Ludovic Baal | Arbitrage : Sandy Vásquez          | Arbitrage : Sandy Vásquez |
|                 | Rapport                                      |         | | Arbitrage : Sandy Vásquez          | Arbitrage : Sandy Vásquez |

| 13 novembre 2016 | Saint-Christophe-et-Niévès | 0 - 2 a.p.      | Haïti                                           | Warner Park Stadium, Basseterre |                              |
|                  |                            | (0 - 0 , 0 - 0) | 103e Wilde-Donald Guerrier · 119e Duckens Nazon | Arbitrage : Johannes Dolaini    | Arbitrage : Johannes Dolaini |
|                  | Rapport                    |                 |                                                 | Arbitrage : Johannes Dolaini    | Arbitrage : Johannes Dolaini |

### Groupe 3
| Rang | Équipe             | Pts | J | G | N | P | Bp | Bc | Diff |  | Résultats (▼ dom., ► ext.) |     |     |     |
| ---- | ------------------ | --- | - | - | - | - | -- | -- | ---- |  | -------------------------- | --- | --- | --- |
| 1    | Curaçao            | 6   | 2 | 2 | 0 | 0 | 7  | 2  | +5   |  | Curaçao                    |     | 3-0 |     |
| 2    | Antigua-et-Barbuda | 3   | 2 | 1 | 0 | 1 | 2  | 3  | -1   |  | Antigua-et-Barbuda         |     |     | 2-0 |
| 3    | Porto Rico         | 0   | 2 | 0 | 0 | 2 | 2  | 6  | -4   |  | Porto Rico                 | 2-4 |     |     |

| 5 octobre 2016 | Curaçao                                                      | 3 - 0   | Antigua-et-Barbuda | Ergilio Hato Stadion, Willemstad |                           |
|                | Leandro Bacuna 12e · Rangelo Janga 80e · Gino van Kessel 90e | (1 - 0) |                    | Arbitrage : Adrian Skeete        | Arbitrage : Adrian Skeete |
|                | Rapport                                                      |         |                    | Arbitrage : Adrian Skeete        | Arbitrage : Adrian Skeete |

| 8 octobre 2016 | Antigua-et-Barbuda                 | 2 - 0   | Porto Rico | Antigua Recreation Ground, St. John's |                           |
|                | Peter Byers 42e · Stefan Smith 86e | (1 - 0) |            | Arbitrage : Sherwin Moore             | Arbitrage : Sherwin Moore |
|                | Rapport                            |         |            | Arbitrage : Sherwin Moore             | Arbitrage : Sherwin Moore |

| 11 octobre 2016 | Porto Rico                           | 2 - 4 a.p.      | Curaçao                                                                                   | Estadio Juan Ramón Loubriel, Bayamón |                        |
|                 | Héctor Ramos 16e · Michael Ramos 27e | (2 - 0 , 2 - 2) | 63e Rangelo Janga · 85e Leandro Bacuna · 97e Felitciano Zschusschen · 120e Leandro Bacuna | Arbitrage : Keon Yorke               | Arbitrage : Keon Yorke |
|                 | Rapport                              |                 |                                                                                           | Arbitrage : Keon Yorke               | Arbitrage : Keon Yorke |

### Groupe 4
| Rang | Équipe                 | Pts | J | G | N | P | Bp | Bc | Diff |  | Résultats (▼ dom., ► ext.) |     |     |     |
| ---- | ---------------------- | --- | - | - | - | - | -- | -- | ---- |  | -------------------------- | --- | --- | --- |
| 1    | Martinique             | 6   | 2 | 2 | 0 | 0 | 4  | 1  | +3   |  | Martinique                 |     | 2-0 |     |
| 2    | Trinité-et-Tobago      | 3   | 2 | 1 | 0 | 1 | 4  | 2  | +2   |  | Trinité-et-Tobago          |     |     | 4-0 |
| 3    | République dominicaine | 0   | 2 | 0 | 0 | 2 | 1  | 6  | -5   |  | République dominicaine     | 1-2 |     |     |

| 5 octobre 2016 | Trinité-et-Tobago | 4 - 0   | République dominicaine | Stade Ato-Boldon, Couva  |                          |
| 19:00          | Kevin Molino 14e · Kevin Molino 18e · Cordell Cato 30e · Kevin Molino 60e                                                                       | (3 - 0) | | Arbitrage : Kimbell Ward | Arbitrage : Kimbell Ward |
| 19:00          | Rapport |         | | Arbitrage : Kimbell Ward | Arbitrage : Kimbell Ward |
| 19:00          | J. Williams - Hodge, Cyrus, Abu Bakr, Bateau - George, Hyland ( 57e Boucaud), Cato, J. Jones ( 51e Garcia ( 72e Winchester)), Molino - K. Jones | Équipes | Lloyd - C. García, Trinidad ( 20e L. Díaz), Bonnín, C. Martínez - Modesta, E. Rodríguez ( 62e Peralta), Flores, Beard ( 42e López) - Batista, Faña | Arbitrage : Kimbell Ward | Arbitrage : Kimbell Ward |

| 8 octobre 2016 | République dominicaine | 1 - 2   | Martinique | Estadio Panamericano, San Cristóbal |                            |
| 16:00          | Rony Beard 88e | (0 - 1) | 13e Steeven Langil · 90+5e Mathias Coureur | Arbitrage : Yadel Martínez          | Arbitrage : Yadel Martínez |
| 16:00          | Rapport |         | | Arbitrage : Yadel Martínez          | Arbitrage : Yadel Martínez |
| 16:00          | Lloyd - L. Díaz, H. Martínez, Bonnín, C. Martínez ( 71e Modesta) - López ( 56e E. Rodríguez), Flores, Espinal ( 10e, 62e Beard) - Batista, Peralta, Faña | Équipes | Olimpa - Zaïre ( 17e, 75e), Crétinoir ( 63e), Jean-Baptiste ( 55e Vitulin), Delem - Hérelle ( 29e), Faubert ( 34e ( 73e Dondon)), Nédra ( 61e Jougon), Abaul ( 52e) - Langil, Coureur | Arbitrage : Yadel Martínez          | Arbitrage : Yadel Martínez |

| 11 octobre 2016 | Martinique | 2 - 0 a.p.      | Trinité-et-Tobago | Stade Pierre-Aliker, Fort-de-France             |                                                 |
| 20:00           | Kévin Parsemain 105e · Steeven Langil 120e                                                                                                 | (0 - 0 , 0 - 0) | | Spectateurs : 8 500 Arbitrage : Valdin Legister | Spectateurs : 8 500 Arbitrage : Valdin Legister |
| 20:00           | Rapport |                 | | Spectateurs : 8 500 Arbitrage : Valdin Legister | Spectateurs : 8 500 Arbitrage : Valdin Legister |
| 20:00           | Olimpa - Vitulin, Crétinoir, Delem, Jean-Baptiste ( 85e) - Hérelle, Faubert ( 98e Maingé), Jougon ( 63e Langil), Abaul - Parsemain, Arquin | Équipes         | J. Williams - Cyrus, M. Williams, Bateau, David - George, Hyland ( 114e), Cato, J. Jones ( 63e Boucaud), Garcia - K. Jones ( 15e Caesar ( 105e Winchester)) | Spectateurs : 8 500 Arbitrage : Valdin Legister | Spectateurs : 8 500 Arbitrage : Valdin Legister |

### Équipes qualifiées pour laphase finale
Les vainqueurs de chacun des quatre groupes sont qualifiés pour la phase finale de la compétition et pour la Gold Cup 2017.
- Jamaïque (vainqueur groupe 1)
- Guyane (vainqueur groupe 2)
- Curaçao (vainqueur groupe 3)
- Martinique (vainqueur groupe 4)

### Équipes qualifiées pour les barrages pour la cinquième place
Les trois meilleurs seconds de groupe lors du troisième tour sont qualifiés pour des barrages en vue d'une possible qualification à la Gold Cup 2017.
| Rang | Équipe             | Pts | J | G | N | P | Bp | Bc | Diff |
| ---- | ------------------ | --- | - | - | - | - | -- | -- | ---- |
| 1    | Trinité-et-Tobago  | 3   | 2 | 1 | 0 | 1 | 4  | 2  | +2   |
| 2    | Suriname           | 3   | 2 | 1 | 0 | 1 | 3  | 3  | 0    |
| 3    | Haïti              | 3   | 2 | 1 | 0 | 1 | 4  | 5  | -1   |
| 4    | Antigua-et-Barbuda | 3   | 2 | 1 | 0 | 1 | 2  | 3  | -1   |

## Barrages pour la cinquième place
Les matchs de ces barrages sont disputés en janvier 2017 à Trinité-et-Tobago. Un groupe regroupant les trois meilleurs seconds lors du 3e tour est constitué. La meilleure équipe au sein de ce groupe est qualifiée pour le barrage CFU / UNCAF qualificatif pour la Gold Cup 2017.
| Rang | Équipe            | Pts | J | G | N | P | Bp | Bc | Diff |  | Résultats (▼ dom., ► ext.) |     |     |     |
| ---- | ----------------- | --- | - | - | - | - | -- | -- | ---- |  | -------------------------- | --- | --- | --- |
| 1    | Haïti             | 6   | 2 | 2 | 0 | 0 | 8  | 5  | +3   |  | Haïti                      |     |     | 4-3 |
| 2    | Suriname          | 3   | 2 | 1 | 0 | 1 | 4  | 5  | -1   |  | Suriname                   | 2-4 |     |     |
| 3    | Trinité-et-Tobago | 0   | 2 | 0 | 0 | 2 | 4  | 6  | -2   |  | Trinité-et-Tobago          |     | 1-2 |     |

| 4 janvier 2017 | Trinité-et-Tobago  | 1 - 2 a.p.      | Suriname                                  | Ato Boldon Stadium, Couva |                          |
| 19:00          | Tyrone Charles 81e | (0 - 0 , 1 - 1) | 76e Guno Kwasie · 109e Ivanildo Rozenblad | Arbitrage : Kimbell Ward  | Arbitrage : Kimbell Ward |
| 19:00          | Rapport            |                 |                                           | Arbitrage : Kimbell Ward  | Arbitrage : Kimbell Ward |

| 6 janvier 2017 | Suriname                                   | 2 - 4   | Haïti                                                                                              | Ato Boldon Stadium, Couva          |                                    |
| 19:00          | Dimitrie Apai 87e · Sersinho Eduards 90+1e | (0 - 2) | 25e Charles Hérold Jr. · 42e (csc) Mitchell Kisoor · 48e Jonel Désiré · 80e (csc) Gillermo Faerber | Arbitrage : Michel Rodríguez Roque | Arbitrage : Michel Rodríguez Roque |
| 19:00          | Rapport                                    |         | | Arbitrage : Michel Rodríguez Roque | Arbitrage : Michel Rodríguez Roque |

| 8 janvier 2017 | Haïti                                                                                                  | 4 - 3 a.p.      | Trinité-et-Tobago                                                         | Ato Boldon Stadium, Couva    |                              |
| 17:00          | Derrick Etienne 20e · Kervens Belfort fils 39e · Andrew Jean-Baptiste 111e · Andrew Jean-Baptiste 117e | (2 - 2 , 2 - 2) | 1re Shahdon Winchester · 25e Shahdon Winchester · 113e Shahdon Winchester | Arbitrage : Ricangel de Luca | Arbitrage : Ricangel de Luca |
| 17:00          | Rapport                                                                                                |                 |                                                                           | Arbitrage : Ricangel de Luca | Arbitrage : Ricangel de Luca |